# Фролівський провулок
Фро́лівський прову́лок — провулок у Подільському районі міста Києва, місцевість Поділ. Пролягає від Фролівської вулиці до Флорівського монастиря та Замкової гори.

## Історія
Провулок виник у XVI столітті разом із Фролівською вулицею як відгалуження вулиці Чорна Грязь (від очеретяного болота, що було поряд, на місці теперішнього Фролівського монастиря). 
Під назвою  Фролівський (Флорівський) провулок згадується з 1855 року. Офіційно назву затверджено 1955 року.